# Hrușka, Tlumaci
Hrușka (în ucraineană Грушка) este localitatea de reședință a comunei Hrușka din raionul Tlumaci, regiunea Ivano-Frankivsk, Ucraina.

## Demografie
Componența lingvistică a localității Hrușka
     Ucraineană (99,88%)
     Alte limbi (0,12%)
Conform recensământului din 2001, majoritatea populației localității Hrușka era vorbitoare de ucraineană (99,88%), existând în minoritate și vorbitori de alte limbi.